# Høyanger
Høyanger este o comună din provincia Sogn og Fjordane, Norvegia.